# Галіча-Маре
Галіча-Маре (рум. Galicea Mare) — комуна у повіті Долж в Румунії. До складу комуни входить єдине село Галіча-Маре.
Комуна розташована на відстані 225 км на захід від Бухареста, 47 км на південний захід від Крайови.

## Населення
За даними перепису населення 2002 року у комуні проживали 4894 особи. Усі жителі комуни рідною мовою назвали румунську.
Національний склад населення комуни:
| Національність | Кількість осіб | Відсоток |
| -------------- | -------------- | -------- |
| румуни         | 4893           | > 99,9%  |
| угорці         | 1              | < 0,1%   |

Склад населення комуни за віросповіданням:
| Релігія       | Кількість осіб | Відсоток |
| ------------- | -------------- | -------- |
| православні   | 4883           | 99,8%    |
| адвентисти    | 7              | 0,1%     |
| реформати     | 2              | < 0,1%   |
| п'ятдесятники | 2              | < 0,1%   |

## Зовнішні посилання
- Дані про комуну Галіча-Маре на сайті Ghidul Primăriilor [Архівовано 4 лютого 2010 у Wayback Machine.]